# Mangunjaya (Bantargadung)
Mangunjaya is een bestuurslaag in het regentschap Sukabumi van de provincie West-Java, Indonesië. Mangunjaya telt 2796 inwoners (volkstelling 2010).